# Athlétisme aux Jeux olympiques d'été de 1964, résultats détaillés
Cette page présente les résultats détaillés (finalistes) des épreuves d'athlétisme aux Jeux olympiques d'été de 1964 à Tokyo.
| Courses: 100 m - 200 m - 400 m - 800 m - 1 500 m - 5 000 m - 10 000 m Obstacles: 100 m haies - 110 m haies - 400 m haies - 3 000 m steeple Sauts: Hauteur - Longueur - Triple saut - Perche Lancers: Javelot - Disque - Poids - Marteau Relais: 4 × 100 m - 4 × 400 m Épreuves combinées: Décathlon - Pentathlon Légende - Liens externes |

## 100 m
| Rang | Athlète           | Pays                       | Temps       |
| ---- | ----------------- | -------------------------- | ----------- |
| 1    | Bob Hayes         | États-Unis                 | 10 s 0 (WR) |
| 2    | Enrique Figuerola | Cuba                       | 10 s 2      |
| 3    | Harry Jerome      | Canada                     | 10 s 2      |
| 4    | Wiesław Maniak    | Pologne                    | 10 s 4      |
| 5    | Heinz Schumann    | Équipe unifiée d'Allemagne | 10 s 4      |
| 6    | Gaoussou Koné     | Côte d'Ivoire              | 10 s 4      |
| 6    | Mel Pender        | États-Unis                 | 10 s 4      |
| 8    | Tom Robinson      | Bahamas                    | 10 s 5      |

| Rang | Athlète          | Pays        | Temps  |
| ---- | ---------------- | ----------- | ------ |
| 1    | Wyomia Tyus      | États-Unis  | 11 s 4 |
| 2    | Edith McGuire    | États-Unis  | 11 s 6 |
| 3    | Ewa Kłobukowska  | Pologne     | 11 s 6 |
| 4    | Marilyn White    | États-Unis  | 11 s 6 |
| 5    | Miguelina Cobián | Cuba        | 11 s 7 |
| 6    | Marilyn Black    | Australie   | 11 s 7 |
| 7    | Halina Górecka   | Pologne     | 11 s 8 |
| 8    | Dorothy Hyman    | Royaume-Uni | 11 s 9 |

## 200 m
| Rang | Athlète          | Pays              | Temps       |
| ---- | ---------------- | ----------------- | ----------- |
| 1    | Henry Carr       | États-Unis        | 20 s 3 (OR) |
| 2    | Paul Drayton     | États-Unis        | 20 s 5      |
| 3    | Edwin Roberts    | Trinité-et-Tobago | 20 s 6      |
| 4    | Harry Jerome     | Canada            | 20 s 7      |
| 5    | Livio Berruti    | Italie            | 20 s 8      |
| 6    | Marian Foik      | Pologne           | 20 S 8      |
| 6    | Richard Stebbins | États-Unis        | 20 s 8      |
| 8    | Sergio Ottolina  | Italie            | 20 s 9      |

| Rang | Athlète              | Pays             | Temps       |
| ---- | -------------------- | ---------------- | ----------- |
| 1    | Edith McGuire        | États-Unis       | 23 s 0 (OR) |
| 2    | Irena Kirszenstein   | Pologne          | 23 s 1      |
| 3    | Marilyn Black        | Australie        | 23 s 1      |
| 4    | Una Morris           | Jamaïque         | 23 s 5      |
| 5    | Lyudmila Samotyosova | Union soviétique | 23 s 5      |
| 6    | Barbara Sobotta      | Pologne          | 23 s 9      |
| 7    | Janet Simpson        | Royaume-Uni      | 23 s 9      |
| 8    | Daphne Arden         | Royaume-Uni      | 24 s 0      |

## 400 m
| Rang | Athlète           | Pays              | Temps  |
| ---- | ----------------- | ----------------- | ------ |
| 1    | Mike Larrabee     | États-Unis        | 45 s 1 |
| 2    | Wendell Mottley   | Trinité-et-Tobago | 45 s 2 |
| 3    | Andrzej Badeński  | Pologne           | 45 s 6 |
| 4    | Robbie Brightwell | Royaume-Uni       | 45 s 7 |
| 5    | Ulis Williams     | États-Unis        | 46 s 0 |
| 6    | Tim Graham        | Royaume-Uni       | 46 s 0 |
| 7    | Peter Vassella    | Australie         | 46 s 3 |
| 8    | Edwin Skinner     | Trinité-et-Tobago | 46 s 8 |

| Rang | Athlète            | Pays                       | Temps       |
| ---- | ------------------ | -------------------------- | ----------- |
| 1    | Betty Cuthbert     | Australie                  | 52 s 0 (OR) |
| 2    | Ann Packer         | Royaume-Uni                | 52 s 2      |
| 3    | Judy Amoore        | Australie                  | 53 s 4      |
| 4    | Antonia Munkacsi   | Hongrie                    | 54 s 4      |
| 5    | Maria Itkina       | Union soviétique           | 54 s 6      |
| 6    | Tilly van der Made | Pays-Bas                   | 55 s 2      |
| 7    | Gertrud Schmidt    | Équipe unifiée d'Allemagne | 55 s 4      |
| 8    | Evelyne Lebret     | France                     | 55 s 5      |

## 800 m
| Rang | Athlète            | Pays                       | Temps             |
| ---- | ------------------ | -------------------------- | ----------------- |
| 1    | Peter Snell        | Nouvelle-Zélande           | 1 min 45 s 1 (OR) |
| 2    | Bill Crothers      | Canada                     | 1 min 45 s 6      |
| 3    | Wilson Kiprugut    | Kenya                      | 1 min 45 s 9      |
| 4    | George Kerr        | Jamaïque                   | 1 min 45 s 9      |
| 5    | Tom Farrell        | États-Unis                 | 1 min 46 s 6      |
| 6    | Jerry Siebert      | États-Unis                 | 1 min 47 s 0      |
| 7    | Dieter Bogatzki    | Équipe unifiée d'Allemagne | 1 min 47 s 2      |
| 8    | Jacques Pennewaert | Belgique                   | 1 min 50 s 5      |

| Rang | Athlète             | Pays                       | Temps            |
| ---- | ------------------- | -------------------------- | ---------------- |
| 1    | Ann Packer          | Royaume-Uni                | 2 min 1 s 1 (WR) |
| 2    | Maryvonne Dupureur  | France                     | 2 min 1 s 9      |
| 3    | Marise Chamberlain  | Nouvelle-Zélande           | 2 min 2 s 8      |
| 4    | Nagy Zsuzsa Szabo   | Hongrie                    | 2 min 3 s 5      |
| 5    | Antje Gleichfeld    | Équipe unifiée d'Allemagne | 2 min 3 s 9      |
| 6    | Laine Erik          | Union soviétique           | 2 min 5 s 1      |
| 7    | Gerda Kraan         | Pays-Bas                   | 2 min 5 s 8      |
| 8    | Anne Rosemary Smith | Royaume-Uni                | 2 min 5 s 8      |

## 1 500 m
| \| Rang \| Athlète \| Pays \| Temps \| \| ---- \| -------------- \| ---------------- \| ------------ \| \| 1 \| Peter Snell \| Nouvelle-Zélande \| 3 min 38 s 1 \| \| 2 \| Josef Odložil \| Tchécoslovaquie \| 3 min 39 s 6 \| \| 3 \| John Davies \| Nouvelle-Zélande \| 3 min 39 s 6 \| \| 4 \| Alan Simpson \| Royaume-Uni \| 3 min 39 s 7 \| \| 5 \| Dyrol Burleson \| États-Unis \| 3 min 40 s 0 \| \| 6 \| Witold Baran \| Pologne \| 3 min 40 s 3 \| \| 7 \| Michel Bernard \| France \| 3 min 41 s 2 \| \| 8 \| John Whetton \| Royaume-Uni \| 3 min 42 s 4 \| |                |                  |              |
| Rang | Athlète        | Pays             | Temps        |
| 1 | Peter Snell    | Nouvelle-Zélande | 3 min 38 s 1 |
| 2 | Josef Odložil  | Tchécoslovaquie  | 3 min 39 s 6 |
| 3 | John Davies    | Nouvelle-Zélande | 3 min 39 s 6 |
| 4 | Alan Simpson   | Royaume-Uni      | 3 min 39 s 7 |
| 5 | Dyrol Burleson | États-Unis       | 3 min 40 s 0 |
| 6 | Witold Baran   | Pologne          | 3 min 40 s 3 |
| 7 | Michel Bernard | France           | 3 min 41 s 2 |
| 8 | John Whetton   | Royaume-Uni      | 3 min 42 s 4 |

## 5 000 m
| \| Rang \| Athlète \| Pays \| Temps \| \| ---- \| -------------- \| -------------------------- \| ------------- \| \| 1 \| Bob Schul \| États-Unis \| 13 min 48 s 8 \| \| 2 \| Harald Norpoth \| Équipe unifiée d'Allemagne \| 13 min 49 s 6 \| \| 3 \| Bill Dellinger \| États-Unis \| 13 min 49 s 8 \| \| 4 \| Michel Jazy \| France \| 13 min 49 s 8 \| \| 5 \| Kipchoge Keino \| Kenya \| 13 min 50 s 4 \| \| 6 \| Bill Baillie \| Nouvelle-Zélande \| 13 min 51 s 0 \| \| 7 \| Nikolai Dutov \| Union soviétique \| 13 min 53 s 8 \| \| 8 \| Thor Helland \| Norvège \| 13 min 57 s 0 \| |                |                            |               |
| Rang | Athlète        | Pays                       | Temps         |
| 1 | Bob Schul      | États-Unis                 | 13 min 48 s 8 |
| 2 | Harald Norpoth | Équipe unifiée d'Allemagne | 13 min 49 s 6 |
| 3 | Bill Dellinger | États-Unis                 | 13 min 49 s 8 |
| 4 | Michel Jazy    | France                     | 13 min 49 s 8 |
| 5 | Kipchoge Keino | Kenya                      | 13 min 50 s 4 |
| 6 | Bill Baillie   | Nouvelle-Zélande           | 13 min 51 s 0 |
| 7 | Nikolai Dutov  | Union soviétique           | 13 min 53 s 8 |
| 8 | Thor Helland   | Norvège                    | 13 min 57 s 0 |

## 10 000 m
| \| Rang \| Athlète \| Pays \| Temps \| \| ---- \| ----------------- \| ---------------- \| ------------------ \| \| 1 \| Billy Mills \| États-Unis \| 28 min 24 s 4 (OR) \| \| 2 \| Mohamed Gammoudi \| Tunisie \| 28 min 24 s 8 \| \| 3 \| Ron Clarke \| Australie \| 28 min 25 s 8 \| \| 4 \| Mamo Wolde \| Éthiopie \| 28 min 31 s 8 \| \| 5 \| Leonid Ivanov \| Union soviétique \| 28 min 53 s 2 \| \| 6 \| Kokichi Tsuburaya \| Japon \| 28 min 59 s 4 \| \| 7 \| Murray Halberg \| Nouvelle-Zélande \| 29 min 10 s 8 \| \| 8 \| Tony Cook \| Australie \| 29 min 15 s 8 \| |                   |                  |                    |
| Rang | Athlète           | Pays             | Temps              |
| 1 | Billy Mills       | États-Unis       | 28 min 24 s 4 (OR) |
| 2 | Mohamed Gammoudi  | Tunisie          | 28 min 24 s 8      |
| 3 | Ron Clarke        | Australie        | 28 min 25 s 8      |
| 4 | Mamo Wolde        | Éthiopie         | 28 min 31 s 8      |
| 5 | Leonid Ivanov     | Union soviétique | 28 min 53 s 2      |
| 6 | Kokichi Tsuburaya | Japon            | 28 min 59 s 4      |
| 7 | Murray Halberg    | Nouvelle-Zélande | 29 min 10 s 8      |
| 8 | Tony Cook         | Australie        | 29 min 15 s 8      |

## Marathon
| \| Rang \| Athlète \| Pays \| Temps \| \| ---- \| ---------------------- \| ----------- \| ---------------------- \| \| 1 \| Abebe Bikila \| Éthiopie \| 2 h 12 min 11 s 2 (WR) \| \| 2 \| Basil Heatley \| Royaume-Uni \| 2 h 16 min 19 s 2 \| \| 3 \| Kōkichi Tsuburaya \| Japon \| 2 h 16 min 22 s 8 \| \| 4 \| Brian Kilby \| Royaume-Uni \| 2 h 17 min 2 s 4 \| \| 5 \| József Sütö \| Hongrie \| 2 h 17 min 55 s 8 \| \| 6 \| Leonard Edelen \| États-Unis \| 2 h 18 min 12 s 4 \| \| 7 \| Aurèle Vandendriessche \| Belgique \| 2 h 18 min 42 s 6 \| \| 8 \| Kenji Kimihara \| Japon \| 2 h 19 min 49 s 0 \| |                        |             |                        |
| Rang | Athlète                | Pays        | Temps                  |
| 1 | Abebe Bikila           | Éthiopie    | 2 h 12 min 11 s 2 (WR) |
| 2 | Basil Heatley          | Royaume-Uni | 2 h 16 min 19 s 2      |
| 3 | Kōkichi Tsuburaya      | Japon       | 2 h 16 min 22 s 8      |
| 4 | Brian Kilby            | Royaume-Uni | 2 h 17 min 2 s 4       |
| 5 | József Sütö            | Hongrie     | 2 h 17 min 55 s 8      |
| 6 | Leonard Edelen         | États-Unis  | 2 h 18 min 12 s 4      |
| 7 | Aurèle Vandendriessche | Belgique    | 2 h 18 min 42 s 6      |
| 8 | Kenji Kimihara         | Japon       | 2 h 19 min 49 s 0      |

## 110 m haies / 80 m haies
| Rang | Athlète                  | Pays             | Temps   |
| ---- | ------------------------ | ---------------- | ------- |
| 1    | Hayes Jones              | États-Unis       | 13 s 67 |
| 2    | Harold Blaine Lindgren   | États-Unis       | 13 s 74 |
| 3    | Anatoly Mikhailov        | Union soviétique | 13 s 78 |
| 4    | Eddy Ottoz               | Italie           | 13 s 84 |
| 5    | Gurbachan Singh Randhawa | Inde             | 14 s 09 |
| 6    | Marcel Duriez            | France           | 14 s 09 |
| 7    | Giovanni Cornacchia      | Italie           | 14 s 12 |
| 8    | Giorgio Mazza            | Italie           | 14 s 17 |

| Rang | Athlète          | Pays                       | Temps  |
| ---- | ---------------- | -------------------------- | ------ |
| 1    | Karin Balzer     | Équipe unifiée d'Allemagne | 10 s 5 |
| 2    | Teresa Ciepły    | Pologne                    | 10 s 5 |
| 3    | Pam Kilborn      | Australie                  | 10 s 6 |
| 4    | Irina Press      | Union soviétique           | 10 s 6 |
| 5    | Yoda Ikuko       | Japon                      | 10 s 7 |
| 6    | Maria Piątkowska | Pologne                    | 10 s 7 |
| 7    | Draga Stamejcic  | Yougoslavie                | 10 s 8 |
| 8    | Rosie Bonds      | États-Unis                 | 10 s 8 |

## 400 m haies
| \| Rang \| Athlète \| Pays \| Temps \| \| ---- \| -------------------- \| ---------------- \| ------ \| \| 1 \| Rex Cawley \| États-Unis \| 49 s 6 \| \| 2 \| John Cooper \| Royaume-Uni \| 50 s 1 \| \| 3 \| Salvatore Morale \| Italie \| 50 s 1 \| \| 4 \| Gary Knoke \| Australie \| 50 s 4 \| \| 5 \| Jay Luck \| États-Unis \| 50 s 5 \| \| 6 \| Roberto Frinolli \| Italie \| 50 s 7 \| \| 7 \| Vasily Anisimov (en) \| Union soviétique \| 51 s 1 \| \| 8 \| Wilfried Geeroms \| Belgique \| 51 s 4 \| |                      |                  |        |
| Rang | Athlète              | Pays             | Temps  |
| 1 | Rex Cawley           | États-Unis       | 49 s 6 |
| 2 | John Cooper          | Royaume-Uni      | 50 s 1 |
| 3 | Salvatore Morale     | Italie           | 50 s 1 |
| 4 | Gary Knoke           | Australie        | 50 s 4 |
| 5 | Jay Luck             | États-Unis       | 50 s 5 |
| 6 | Roberto Frinolli     | Italie           | 50 s 7 |
| 7 | Vasily Anisimov (en) | Union soviétique | 51 s 1 |
| 8 | Wilfried Geeroms     | Belgique         | 51 s 4 |

## 3 000 m steeple
| \| Rang \| Athlète \| Pays \| Temps \| \| ---- \| -------------------- \| ---------------- \| ----------------- \| \| 1 \| Gaston Roelants \| Belgique \| 8 min 30 s 8 (OR) \| \| 2 \| Maurice Herriott \| Royaume-Uni \| 8 min 32 s 4 \| \| 3 \| Ivan Belyayev \| Union soviétique \| 8 min 33 s 8 \| \| 4 \| Manuel Oliveira \| Portugal \| 8 min 36 s 2 \| \| 5 \| George L. Young \| États-Unis \| 8 min 38 s 2 \| \| 6 \| Guy Texereau \| France \| 8 min 38 s 6 \| \| 7 \| Adolf Alexeiunas \| Union soviétique \| 8 min 39 s 0 \| \| 8 \| Lars-Erik Gustafsson \| Suède \| 8 min 41 s 8 \| |                      |                  |                   |
| Rang | Athlète              | Pays             | Temps             |
| 1 | Gaston Roelants      | Belgique         | 8 min 30 s 8 (OR) |
| 2 | Maurice Herriott     | Royaume-Uni      | 8 min 32 s 4      |
| 3 | Ivan Belyayev        | Union soviétique | 8 min 33 s 8      |
| 4 | Manuel Oliveira      | Portugal         | 8 min 36 s 2      |
| 5 | George L. Young      | États-Unis       | 8 min 38 s 2      |
| 6 | Guy Texereau         | France           | 8 min 38 s 6      |
| 7 | Adolf Alexeiunas     | Union soviétique | 8 min 39 s 0      |
| 8 | Lars-Erik Gustafsson | Suède            | 8 min 41 s 8      |

## 4 × 100 m
| Rang | Athlètes                                                             | Pays             | Temps       |
| ---- | -------------------------------------------------------------------- | ---------------- | ----------- |
| 1    | Paul Drayton Gerry Ashworth Richard Stebbins Bob Hayes               | États-Unis       | 39 s 0 (WR) |
| 2    | Andrzej Zielinski Wieslaw Maniak Marian Foik Marian Dudziak          | Pologne          | 39 s 3      |
| 3    | Paul Genevay Bernard Laidebeur Claude Piquemal Jocelyn Delecour      | France           | 39 s 3      |
| 4    | Pablo McNeil Patrick Robinson Lynsworth Headley Dennis Johnson       | Jamaïque         | 39 s 4      |
| 5    | Edvin Ozolin Boris Zubov Gusman Kosanov Boris Savchuk                | Union soviétique | 39 s 4      |
| 6    | Arquimedes Herrera Lloyd Murad Rafael Romero Hortensio Herrera Fucil | Venezuela        | 39 s 5      |
| 7    | Livio Berruti Ennio Preatoni Sergio Ottolina Pasquale Giannattasio   | Italie           | 39 s 5      |
| 8    | Peter Radford Ronald Jones Menzies Campbell Lynn Davies              | Royaume-Uni      | 39 s 6      |

| Rang | Athlètes                                                            | Pays                       | Temps       |
| ---- | ------------------------------------------------------------------- | -------------------------- | ----------- |
| 1    | Teresa Ciepły Irena Kirszenstein Halina Górecka Ewa Kłobukowska     | Pologne                    | 43 s 6 (WR) |
| 2    | Willye White Wyomia Tyus Marilyn White Edith McGuire                | États-Unis                 | 43 s 9      |
| 3    | Janet Simpson Mary Rand Daphne Arden Dorothy Hyman                  | Royaume-Uni                | 44 s 0      |
| 4    | Galina Gaida Renata Latse Ludmila Samotesova Galina Popova          | Union soviétique           | 44 s 4      |
| 5    | Karin Frisch Erika Pollmann Martha Pensberger Jutta Heine           | Équipe unifiée d'Allemagne | 44 s 7      |
| 6    | Dianne Bowering Marilyn Black Margaret Burvill Joyce Elaine Bennett | Australie                  | 45 s 0      |
| 7    | Heldt Bartoss Marko Nemeshazi Antonia Munkacsi Ida Such             | Hongrie                    | 45 s 2      |
| 8    | Marlène Canguio Danielle Guéneau Michèle Lurot Denise Guénard       | France                     | 46 s 1      |

## 4 × 400 m
| \| Rang \| AthlèteS \| Pays \| Temps \| \| ---- \| ---------------------------------------------------------------------- \| -------------------------- \| ---------------- \| \| 1 \| Ollan Cassell Mike Larrabee Ulis Williams Henry Carr \| États-Unis \| 3 min 0 s 7 (WR) \| \| 2 \| Tim Graham Adrian Metcalfe John Cooper Robbie Brightwell \| Royaume-Uni \| 3 min 1 s 6 \| \| 3 \| Edwin Skinner Kent Bernard Edwin Roberts Wendell Mottley \| Trinité-et-Tobago \| 3 min 1 s 7 \| \| 4 \| Laurie Khan Malcolm Spence Melville Spence George Kerr \| Jamaïque \| 3 min 2 s 3 \| \| 5 \| Jorg Juttner Hans-Ulrich Schulz Johannes Schmitt Manfred Kinder \| Équipe unifiée d'Allemagne \| 3 min 4 s 3 \| \| 6 \| Marian Filipiuk Ireneusz Kluczek Stanislaw Swatowski Andrzej Badeński \| Pologne \| 3 min 5 s 3 \| \| 7 \| Grigory Sverbetov Victor Bychkov Vasily Anisimov (en) Vadim Arkhipchuk \| Union soviétique \| 3 min 5 s 9 \| \| 8 \| Michel Hiblot Bernard Martin Germain Nelzy Jean-Pierre Boccardo \| France \| 3 min 7 s 4 \| |                                                                        |                            |                  |
| Rang | AthlèteS                                                               | Pays                       | Temps            |
| 1 | Ollan Cassell Mike Larrabee Ulis Williams Henry Carr                   | États-Unis                 | 3 min 0 s 7 (WR) |
| 2 | Tim Graham Adrian Metcalfe John Cooper Robbie Brightwell               | Royaume-Uni                | 3 min 1 s 6      |
| 3 | Edwin Skinner Kent Bernard Edwin Roberts Wendell Mottley               | Trinité-et-Tobago          | 3 min 1 s 7      |
| 4 | Laurie Khan Malcolm Spence Melville Spence George Kerr                 | Jamaïque                   | 3 min 2 s 3      |
| 5 | Jorg Juttner Hans-Ulrich Schulz Johannes Schmitt Manfred Kinder        | Équipe unifiée d'Allemagne | 3 min 4 s 3      |
| 6 | Marian Filipiuk Ireneusz Kluczek Stanislaw Swatowski Andrzej Badeński  | Pologne                    | 3 min 5 s 3      |
| 7 | Grigory Sverbetov Victor Bychkov Vasily Anisimov (en) Vadim Arkhipchuk | Union soviétique           | 3 min 5 s 9      |
| 8 | Michel Hiblot Bernard Martin Germain Nelzy Jean-Pierre Boccardo        | France                     | 3 min 7 s 4      |

## 20 km marche
| \| Rang \| Athlète \| Pays \| Temps \| \| ---- \| ---------------------- \| -------------------------- \| ---------------------- \| \| 1 \| Ken Matthews \| Royaume-Uni \| 1 h 29 min 34 s 0 (OR) \| \| 2 \| Dieter Lindner \| Équipe unifiée d'Allemagne \| 1 h 31 min 13 s 2 \| \| 3 \| Vladimir Golubnichy \| Union soviétique \| 1 h 31 min 59 s 4 \| \| 4 \| Noel Frederick Freeman \| Australie \| 1 h 32 min 6 s 8 \| \| 5 \| Gennady Solodov \| Union soviétique \| 1 h 32 min 33 s 0 \| \| 6 \| Ronald Lloyd Zinn \| États-Unis \| 1 h 32 min 43 s 0 \| \| 7 \| Boris Khrolovich \| Union soviétique \| 1 h 32 min 45 s 4 \| \| 8 \| John William Edgington \| Royaume-Uni \| 1 h 32 min 46 s 0 \| |                        |                            |                        |
| Rang | Athlète                | Pays                       | Temps                  |
| 1 | Ken Matthews           | Royaume-Uni                | 1 h 29 min 34 s 0 (OR) |
| 2 | Dieter Lindner         | Équipe unifiée d'Allemagne | 1 h 31 min 13 s 2      |
| 3 | Vladimir Golubnichy    | Union soviétique           | 1 h 31 min 59 s 4      |
| 4 | Noel Frederick Freeman | Australie                  | 1 h 32 min 6 s 8       |
| 5 | Gennady Solodov        | Union soviétique           | 1 h 32 min 33 s 0      |
| 6 | Ronald Lloyd Zinn      | États-Unis                 | 1 h 32 min 43 s 0      |
| 7 | Boris Khrolovich       | Union soviétique           | 1 h 32 min 45 s 4      |
| 8 | John William Edgington | Royaume-Uni                | 1 h 32 min 46 s 0      |

## 50 km marche
| \| Rang \| Athlète \| Pays \| Temps \| \| ---- \| ----------------- \| -------------------------- \| ---------------------- \| \| 1 \| Abdon Pamich \| Italie \| 4 h 11 min 12 s 4 (OR) \| \| 2 \| Paul Nihill \| Royaume-Uni \| 4 h 11 min 31 s 2 \| \| 3 \| Ingvar Pettersson \| Suède \| 4 h 14 min 17 s 4 \| \| 4 \| Burkhard Leuschke \| Équipe unifiée d'Allemagne \| 4 h 15 min 26 s 8 \| \| 5 \| Bob Gardiner \| Australie \| 4 h 17 min 6 s 8 \| \| 6 \| Christoph Höhne \| Équipe unifiée d'Allemagne \| 4 h 17 min 41 s 6 \| \| 7 \| Anatoly Vediakov \| Union soviétique \| 4 h 19 min 55 s 8 \| \| 8 \| Kurt Sakowski \| Équipe unifiée d'Allemagne \| 4 h 20 min 31 s 0 \| |                   |                            |                        |
| Rang | Athlète           | Pays                       | Temps                  |
| 1 | Abdon Pamich      | Italie                     | 4 h 11 min 12 s 4 (OR) |
| 2 | Paul Nihill       | Royaume-Uni                | 4 h 11 min 31 s 2      |
| 3 | Ingvar Pettersson | Suède                      | 4 h 14 min 17 s 4      |
| 4 | Burkhard Leuschke | Équipe unifiée d'Allemagne | 4 h 15 min 26 s 8      |
| 5 | Bob Gardiner      | Australie                  | 4 h 17 min 6 s 8       |
| 6 | Christoph Höhne   | Équipe unifiée d'Allemagne | 4 h 17 min 41 s 6      |
| 7 | Anatoly Vediakov  | Union soviétique           | 4 h 19 min 55 s 8      |
| 8 | Kurt Sakowski     | Équipe unifiée d'Allemagne | 4 h 20 min 31 s 0      |

## Saut en hauteur
| Rang | Athlète            | Pays                       | Marque      |
| ---- | ------------------ | -------------------------- | ----------- |
| 1    | Valeriy Brumel     | Union soviétique           | 2,18 m (OR) |
| 2    | John Thomas        | États-Unis                 | 2,18 m (OR) |
| 3    | John Rambo         | États-Unis                 | 2,16 m      |
| 4    | Stig Pettersson    | Suède                      | 2,14 m      |
| 5    | Robert Shavlakadze | Union soviétique           | 2,14 m      |
| 6    | Ralf Drecoll       | Équipe unifiée d'Allemagne | 2,09 m      |
| 6    | Kjell-Åke Nilsson  | Suède                      | 2,09 m      |
| 8    | Ed Caruthers       | États-Unis                 | 2,09 m      |

| Rang | Athlète            | Pays        | Marque      |
| ---- | ------------------ | ----------- | ----------- |
| 1    | Iolanda Balaş      | Roumanie    | 1,90 m (OR) |
| 2    | Michele Brown      | Australie   | 1,80 m      |
| 3    | Taisia Chenchik    | Russie      | 1,78 m      |
| 4    | Aida dos Santos    | Brésil      | 1,74 m      |
| 5    | Dianne Gerace      | Canada      | 1,71 m      |
| 6    | Frances Slaap      | Allemagne   | 1,71 m      |
| 7    | Olga Pulic         | Yougoslavie | 1,71 m      |
| 8    | Eleanor Montgomery | États-Unis  | 1,71 m      |

## Saut à la perche
| \| Rang \| Athlète \| Pays \| Temps \| \| ---- \| ------------------- \| -------------------------- \| ----------- \| \| 1 \| Fred Hansen \| États-Unis \| 5,10 m (OR) \| \| 2 \| Wolfgang Reinhardt \| Équipe unifiée d'Allemagne \| 5,05 m \| \| 3 \| Klaus Lehnertz \| Équipe unifiée d'Allemagne \| 5,00 m \| \| 4 \| Manfred Preussger \| Équipe unifiée d'Allemagne \| 5,00 m \| \| 5 \| Gennadiy Bliznetsov \| Union soviétique \| 4,95 m \| \| 6 \| Rudolf Tomasek \| Tchécoslovaquie \| 4,90 m \| \| 7 \| Pentti Nikula \| Finlande \| 4,90 m \| \| 8 \| Billy Gene Pemelton \| États-Unis \| 4,80 m \| |                     |                            |             |
| Rang | Athlète             | Pays                       | Temps       |
| 1 | Fred Hansen         | États-Unis                 | 5,10 m (OR) |
| 2 | Wolfgang Reinhardt  | Équipe unifiée d'Allemagne | 5,05 m      |
| 3 | Klaus Lehnertz      | Équipe unifiée d'Allemagne | 5,00 m      |
| 4 | Manfred Preussger   | Équipe unifiée d'Allemagne | 5,00 m      |
| 5 | Gennadiy Bliznetsov | Union soviétique           | 4,95 m      |
| 6 | Rudolf Tomasek      | Tchécoslovaquie            | 4,90 m      |
| 7 | Pentti Nikula       | Finlande                   | 4,90 m      |
| 8 | Billy Gene Pemelton | États-Unis                 | 4,80 m      |

## Saut en longueur
| Rang | Athlète             | Pays             | Marque |
| ---- | ------------------- | ---------------- | ------ |
| 1    | Lynn Davies         | Royaume-Uni      | 8,07 m |
| 2    | Ralph Boston        | États-Unis       | 8,03 m |
| 3    | Igor Ter-Ovanessian | Union soviétique | 7,99 m |
| 4    | Wariboko West       | Nigeria          | 7,60 m |
| 5    | Jean Cochard        | France           | 7,44 m |
| 6    | Luis Felipe Areta   | Espagne          | 7,34 m |
| 7    | Michael Ahey        | Ghana            | 7,30 m |
| 8    | Andrzej Stalmach    | Pologne          | 7,26 m |

| Rang | Athlète              | Pays                       | Marque      |
| ---- | -------------------- | -------------------------- | ----------- |
| 1    | Mary Rand            | Royaume-Uni                | 6,76 m (WR) |
| 2    | Irena Kirszenstein   | Pologne                    | 6,60 m      |
| 3    | Tatyana Shchelkanova | Union soviétique           | 6,42 m      |
| 4    | Ingrid Becker        | Équipe unifiée d'Allemagne | 6,40 m      |
| 5    | Viorica Viscopoleanu | Roumanie                   | 6,35 m      |
| 6    | Diana Jorgova        | Bulgarie                   | 6,24 m      |
| 7    | Hildrun Laufer       | Équipe unifiée d'Allemagne | 6,24 m      |
| 8    | Helga Hoffmann       | Équipe unifiée d'Allemagne | 6,23 m      |

## Triple saut
| \| Rang \| Athlète \| Pays \| Temps \| \| ---- \| -------------------- \| -------------------------- \| ------------ \| \| 1 \| Józef Szmidt \| Pologne \| 16,85 m (OR) \| \| 2 \| Oleg Fedoseyev \| Union soviétique \| 16,58 m \| \| 3 \| Viktor Kravtchenko \| Union soviétique \| 16,57 m \| \| 4 \| Frederick Alsop \| Royaume-Uni \| 16,46 m \| \| 5 \| Şerban Ciochină \| Roumanie \| 16,23 m \| \| 6 \| Manfred Hinze \| Équipe unifiée d'Allemagne \| 16,15 m \| \| 7 \| Georgi Stoykovski \| Bulgarie \| 16,10 m \| \| 8 \| Hans-Jürgen Rückborn \| Équipe unifiée d'Allemagne \| 16,09 m \| |                      |                            |              |
| Rang | Athlète              | Pays                       | Temps        |
| 1 | Józef Szmidt         | Pologne                    | 16,85 m (OR) |
| 2 | Oleg Fedoseyev       | Union soviétique           | 16,58 m      |
| 3 | Viktor Kravtchenko   | Union soviétique           | 16,57 m      |
| 4 | Frederick Alsop      | Royaume-Uni                | 16,46 m      |
| 5 | Şerban Ciochină      | Roumanie                   | 16,23 m      |
| 6 | Manfred Hinze        | Équipe unifiée d'Allemagne | 16,15 m      |
| 7 | Georgi Stoykovski    | Bulgarie                   | 16,10 m      |
| 8 | Hans-Jürgen Rückborn | Équipe unifiée d'Allemagne | 16,09 m      |

## Lancer du poids
| Rang | Athlète           | Pays             | Marque       |
| ---- | ----------------- | ---------------- | ------------ |
| 1    | Dallas Long       | États-Unis       | 20,33 m (OR) |
| 2    | Randy Matson      | États-Unis       | 20,20 m      |
| 3    | Vilmos Varju      | Hongrie          | 19,39 m      |
| 4    | Parry O'Brien     | États-Unis       | 19,20 m      |
| 5    | Zsigmond Nagy     | Hongrie          | 18,88 m      |
| 6    | Nikolay Karasiov  | Union soviétique | 18,86 m      |
| 7    | Leslie Mills      | Nouvelle-Zélande | 18,52 m      |
| 8    | Adolf Varanauskas | Union soviétique | 18,41 m      |

| Rang | Athlète           | Pays                       | Marque       |
| ---- | ----------------- | -------------------------- | ------------ |
| 1    | Tamara Press      | Union soviétique           | 18,14 m (OR) |
| 2    | Renate Culmberger | Équipe unifiée d'Allemagne | 17,61 m      |
| 3    | Galina Zybina     | Union soviétique           | 17,45 m      |
| 4    | Valerie Young     | Nouvelle-Zélande           | 17,26 m      |
| 5    | Margitta Helmbold | Équipe unifiée d'Allemagne | 16,91 m      |
| 6    | Irina Press       | Union soviétique           | 16,71 m      |
| 7    | Nancy McCredie    | Canada                     | 15,89 m      |
| 8    | Ana Salagean      | Roumanie                   | 15,83 m      |

## Lancer du disque
| Rang | Athlète           | Pays             | Marque       |
| ---- | ----------------- | ---------------- | ------------ |
| 1    | Al Oerter         | États-Unis       | 61,00 m (OR) |
| 2    | Ludvik Danek      | Tchécoslovaquie  | 60,52 m      |
| 3    | Dave Weill        | États-Unis       | 59,49 m      |
| 4    | Jay Silvester     | États-Unis       | 59,09 m      |
| 5    | Jozsef Szecsenyi  | Hongrie          | 57,23 m      |
| 6    | Zenon Begier      | Pologne          | 57,06 m      |
| 7    | Edmund Piatkowski | Pologne          | 55,81 m      |
| 8    | Vladimir Trusenev | Union soviétique | 54,78 m      |

| Rang | Athlète            | Pays                       | Marque       |
| ---- | ------------------ | -------------------------- | ------------ |
| 1    | Tamara Press       | Union soviétique           | 57,27 m (OR) |
| 2    | Ingrid Lotz        | Équipe unifiée d'Allemagne | 57,21 m      |
| 3    | Lia Manoliu        | Roumanie                   | 56,97 m      |
| 4    | Virginia Angelova  | Bulgarie                   | 56,70 m      |
| 5    | Eugenia Kuznetsova | Union soviétique           | 55,17 m      |
| 6    | Kontsek Kleiber    | Hongrie                    | 54,87 m      |
| 7    | Kriemhild Limberg  | Équipe unifiée d'Allemagne | 53,81 m      |
| 8    | Olimpia Catarama   | Roumanie                   | 53,08 m      |

## Lancer du marteau
| \| Rang \| Athlète \| Pays \| Temps \| \| ---- \| --------------- \| -------------------------- \| ------------ \| \| 1 \| Romuald Klim \| Union soviétique \| 69,74 m (OR) \| \| 2 \| Gyula Zsivótzky \| Hongrie \| 69,09 m \| \| 3 \| Uwe Beyer \| Équipe unifiée d'Allemagne \| 68,09 m \| \| 4 \| Yury Nikulin \| Union soviétique \| 67,69 m \| \| 5 \| Yury Bakarinov \| Union soviétique \| 66,72 m \| \| 6 \| Harold Connolly \| États-Unis \| 66,65 m \| \| 7 \| Edward Burke \| États-Unis \| 65,55 m \| \| 8 \| Olgierd Cieply \| Pologne \| 64,83 m \| |                 |                            |              |
| Rang | Athlète         | Pays                       | Temps        |
| 1 | Romuald Klim    | Union soviétique           | 69,74 m (OR) |
| 2 | Gyula Zsivótzky | Hongrie                    | 69,09 m      |
| 3 | Uwe Beyer       | Équipe unifiée d'Allemagne | 68,09 m      |
| 4 | Yury Nikulin    | Union soviétique           | 67,69 m      |
| 5 | Yury Bakarinov  | Union soviétique           | 66,72 m      |
| 6 | Harold Connolly | États-Unis                 | 66,65 m      |
| 7 | Edward Burke    | États-Unis                 | 65,55 m      |
| 8 | Olgierd Cieply  | Pologne                    | 64,83 m      |

## Lancer du javelot
| Rang | Athlète            | Pays                       | Marque  |
| ---- | ------------------ | -------------------------- | ------- |
| 1    | Pauli Nevala       | Finlande                   | 82,66 m |
| 2    | Gergely Kulcsár    | Hongrie                    | 82,32 m |
| 3    | Jānis Lūsis        | Union soviétique           | 80,57 m |
| 4    | Janusz Sidlo       | Pologne                    | 80,17 m |
| 5    | Urs von Wartburg   | Suisse                     | 78,72 m |
| 6    | Jorma Kinnunen     | Finlande                   | 76,94 m |
| 7    | Rolf Herings       | Équipe unifiée d'Allemagne | 74,72 m |
| 8    | Vladimir Kuznetsov | Union soviétique           | 74,26 m |

| Rang | Athlète            | Pays                       | Marque  |
| ---- | ------------------ | -------------------------- | ------- |
| 1    | Mihaela Peneş      | Roumanie                   | 60,54 m |
| 2    | Márta Rudas        | Hongrie                    | 58,27 m |
| 3    | Yelena Gorchakova  | Union soviétique           | 57,06 m |
| 4    | Biruta Kaledene    | Union soviétique           | 56,31 m |
| 5    | Elvīra Ozoliņa     | Union soviétique           | 54,81 m |
| 6    | Maria Diaconescu   | Roumanie                   | 53,71 m |
| 7    | Hiroko Sato        | Japon                      | 52,48 m |
| 8    | Anneliese Gerhards | Équipe unifiée d'Allemagne | 52,37 m |

## Décathlon / Pentathlon
| Rang | Athlète             | Pays                       | Marque    |
| ---- | ------------------- | -------------------------- | --------- |
| 1    | Willi Holdorf       | Équipe unifiée d'Allemagne | 7 887 pts |
| 2    | Rein Aun            | Union soviétique           | 7 842 pts |
| 3    | Hans-Joachim Walde  | Équipe unifiée d'Allemagne | 7 809 pts |
| 4    | Paul Irvin Herman   | États-Unis                 | 7 787 pts |
| 5    | Yang Chuan Kwang    | Taïwan                     | 7 650 pts |
| 6    | Horst Beyer         | Équipe unifiée d'Allemagne | 7 647 pts |
| 7    | Vasily Kuznetsov    | Union soviétique           | 7 569 pts |
| 8    | Mikhail Storozhenko | Union soviétique           | 7 464 pts |

| Rang | Athlète               | Pays                       | Marque         |
| ---- | --------------------- | -------------------------- | -------------- |
| 1    | Irina Press           | Union soviétique           | 5 246 pts (WR) |
| 2    | Mary Rand             | Royaume-Uni                | 5 035 pts      |
| 3    | Galina Bystrova       | Union soviétique           | 4 956 pts      |
| 4    | Mary Elizabeth Peters | Royaume-Uni                | 4 797 pts      |
| 5    | Draga Stamejcic       | Yougoslavie                | 4 790 pts      |
| 6    | Helga Hoffmann        | Équipe unifiée d'Allemagne | 4 737 pts      |
| 7    | Pat Winslow           | États-Unis                 | 4 724 pts      |
| 8    | Ingrid Becker         | Équipe unifiée d'Allemagne | 4 717 pts      |

## Légende
Records et Performances
- AR : Record continental (area record)
- CR : Record des championnats (championship record)
- MR : Record du meeting (meet record)
- NR : Record national (national record)
- OR : Record olympique (olympic record)
- PR : Record paralympique (paralympic record)
- PB : Record personnel (personal best)
- SB : Meilleure performance personnelle de la saison (season's best)
- WL : Meilleure performance mondiale de l'année (world leader)
- WJR : Record du monde junior (world junior record)
- WR : Record du monde (world record)

Circonstances et Conditions
- DNF : N'a pas terminé (did not finish)
- DNS : N'a pas pris le départ (did not start)
- DQ : Disqualification (disqualification)
- NM : Aucun essai valable enregistré (No Mark)
- Q : Qualifié « directement » au prochain tour (ou à la prochaine compétition), lors d'une compétition majeure, grâce au classement ou à la réalisation des minima (automatic qualifier)
- q : Qualifié au prochain tour (ou à la prochaine compétition), lors d'une compétition majeure, grâce au repêchage ou à la réalisation de l'une des meilleures performances parmi celles des « non qualifiés directement » (grâce au meilleur temps ou à la meilleure distance par exemple) (secondary qualifier)